# Bologna (provins)
Bologna var en provins i regionen Emilia-Romagna i Italien till den 31 december 2014 när den ersattes av storstadsområdet Bologna. Bologna var huvudort i provinsen. Provinsen bildades när Kungariket Sardinien 1859 annekterade området från Kyrkostaten.

## Administrativ indelning
Provinsen Bologna var indelad i 56 comuni (kommuner) när den upphörde 2014.
Den 1 januari 2014 bildades kommunen Valsamoggia genom en sammanslagning av de tidigare kommunerna Bazzano, Castello di Serravalle, Crespellano, Monteveglio och Savigno.
I storstadsområdet Bologna bildades den 1 januari 2016 kommunen Alto Reno Terme genom en sammanslagning av de tidigare kommunerna Granaglione och Porretta Terme.

## Geografi
Provinsen Bologna gränsar:
- i norr mot provinsen Ferrara
- i öst mot provinsen Ravenna
- i syd mot provinserna Florens, Prato och Modena
- i väst mot provinsen Pistoia